# Princess Donna
Princess Donna (Nueva York, 23 de enero de 1982) es una actriz pornográfica y directora de cine erótico estadounidense. Anteriormente, fue directora de los sitios web Public Disgrace, Bound Gang Bangs y Ultimate Surrender, los tres de Kink.com. La mayoría de sus actuaciones y proyectos han estado dentro del género BDSM. También ha aparecido en varios documentales sobre la pornografía, como Graphic Sexual Horror o Public Sex, Private Lives.

## Biografía
Princess Donna, nombre artístico de Donna Dolore, nació en Nueva York en enero de 1982. Desde joven se interesó por la fotografía y las políticas sobre igualdad de sexo y género. Llegó a estudiar en la Tisch School of the Arts, la escuela de Artes de la Universidad de Nueva York. Mientras iba a la escuela, comenzó a trabajar como estríper y a colaborar en el mundo del porno BDSM en Nueva York.
Tras graduarse en 2004, fue contratada como webmaster en una de las divisiones del grupo Kink.com, mudándose a San Francisco para dirigir, realizar y desarrollar ideas para nuevos sitios web. Se hizo cargo de la dirección del sitio afiliado Wired Pussy, centrado en la electroestimulación erótica de mujeres sumisas por parte de mujeres dominantes. Además de dirigir, fue la principal participante, como dominatrix, del sitio, aunque otras dominatrix hicieron su aparición como invitadas.
Debutante en 2004 como actriz pornográfica, con 22 años, a lo largo de su carrera llegó a trabajar casi en exclusiva con el grupo Kink.com, pero también participó en producciones para Vivid, Evil Angel, Platinum X, Blowfish Video, Private o Naughty America.
Algunas de sus primeras actuaciones fueron como sumisa para Insex.com, pero no realizó escenas sexuales con hombres frente a cámara hasta 2008.
Se ha solido identificar sexualmente como queer. "Mi sexualidad se encuentra fuera de la cultura dominante de la heteronormatividad. Soy de todo menos hetero. Me gustan las chicas, me gustan los chicos y también me gustan los chicos y las chicas transgénero".
Se retiró como actriz en 2020, dejando más de 500 películas como actriz. Ese mismo año dejaría también la dirección, tras más de 800 películas rodadas.
Algunas películas suyas fueron Anal Appetite, A Real Swinger's Orgy, Bitchcraft, Dana DeArmond Does the Internet, Evil Anal 18, Rocco - Animal Trainer 27, Strap It On 6, Triple Ecstasy o Tristan Taormino's Expert Guide to the G-Spot.

## Premios y nominaciones
| Año  | Ceremonia   | Resultado | Premio                                    |
| ---- | ----------- | --------- | ----------------------------------------- |
| 2013 | Sex Awards  | Nominada  | Estrella pornográfica del año             |
| 2014 | Premios AVN | Nominada  | Mejor director de sitio web               |
| 2015 | Premios AVN | Nominada  | Premio fan: Personalidad más extravagante |